# .zr
.zr è stato il dominio di primo livello nazionale assegnato allo Zaire.
In seguito alla creazione del dominio .cd nel 1997, .zr è stato rimosso.